# Yankee Doodle
A Yankee-Doodle egy sokak által ismert amerikai dal. Bár eredetileg humoros nótának íródott, mára egyike lett az amerikai nemzeti daloknak. Emellett Connecticut állami himnusza.
A dallam Angliából ered. I. Károly angol király idejében Nankey-Doodle címmel volt ismert és a királyi lovasság énekelte Cromwellt támadó gúnydalként. 1755-ben a franciák elleni háború alatt jutott el a dal Észak-Amerikába új szöveggel, amit állítólag Richard Shuckburgh tábori orvos írt szintén gúnyolódó céllal.
A későbbiekben is sokszor átesett a dalszöveg kisebb-nagyobb változásokon.

## Szövege
Angolul
Yankee Doodle went to town
A-riding on a pony
Stuck a feather in his hat
And called it macaroni.
Yankee Doodle, keep it up
Yankee Doodle dandy
Mind the music and the step
And with the girls be handy.
Father and I went down to camp
Along with Captain Gooding
And there we saw the men and boys
As thick as hasty pudding.
Yankee Doodle, keep it up
Yankee Doodle dandy
Mind the music and the step
And with the girls be handy
There was General Washington
Upon a slapping stallion
A-giving orders to his men
I guess there was a million.
Yankee Doodle, keep it up
Yankee Doodle dandy
Mind the music and the step
And with the girls be handy.
A long war that we fought and won,
The British were defeated
And Yankee Doodle won the march
Who with their troops repeated.
Yankee Doodle, keep it up
Yankee Doodle dandy
Mind the music and the step
And with the girls be handy.
Magyarul
Yankee Doodle elment a városba
Lovon lovagolva
Tollat fűzött kalapjába
Ezzel fejét díszítette.
Yankee Doodle, tartsd magad
Yankee Doodle dandy
Figyelj jól a jó zenére
És figyelj a lányokra.
Táboroztam apával
Captain Goodinggel együtt
Jelen voltak a fiúk s az urak
Sűrűn mint a finom puding.
Yankee Doodle, tartsd magad
Yankee Doodle dandy
Figyelj jól a jó zenére
És figyelj a lányokra.
Ott állt Washington Tábornok
Egy szép ügető lovon
Parancsolt a katonáinak
Milliónyira saccolhattam.
Yankee Doodle, tartsd magad
Yankee Doodle dandy
Figyelj jól a jó zenére
És figyelj a lányokra.
Hosszú háborút vívtunk és győztünk,
A briteket legyőztük
Yankee Doodle megnyerte a csatát
Katonáival sűrűn ismételte.
Yankee Doodle, tartsd magad
Yankee Doodle dandy
Figyelj jól a jó zenére
És figyelj a lányokra.